# Agidelj
Agidelj (baškirski: Ағиҙел, čitaj: Aghidhel; ruski:  Агиде́ль; tatarski: Ağidel) je grad u Baškiriji, Rusija, na granici s Tatarstanom.
Ime grada dolazi od baškirskog imena rijeke Belaje: Agidelj, inače pritoci rijeke Kame. Grad je smješten nedaleko ušća Belaje u Kamu.
Agidelj je osnovan 1980. kao naselje za ispomoć u izgradnji baškirske atomske elektrane. Status grada je dobio 1991.
Broj stanovnika: 18.721 2002.
Poslije nesreće u Černobilu, stanovništvo Tatarstana snažno se opiralo izgradnji elektrane u blizini njihove granice.

## Vanjska poveznica
- Slike Agidela

55°54′N 53°56′E / 55.900°N 53.933°E